# المحيصن (وشحة)

تعديل مصدري - تعديل

المحيصن هي إحدى قرى عزلة بنى سعد بمديرية وشحة التابعة لمحافظة حجة، بلغ تعداد سكانها 195 نسمة حسب تعداد اليمن لعام 2004.